# Carlos Valdez
Carlos Valdez, vollständiger Name Carlos Adrián Valdez Suárez, (* 2. Mai 1983 in Montevideo) ist ein uruguayischer Fußballspieler. Er spielt auf der Position eines Abwehrspielers.

## Karriere

### Verein
Der "El Hormiga" genannte Valdez begann seine Karriere in seiner Heimatstadt Montevideo bei Nacional. In den Spielzeiten 2001/02 bis einschließlich 2004/05 werden für ihn bei den Bolsos 48 Einsätze (kein Tor) geführt. 2005 gewann er mit Nacional unter Trainer Martín Lasarte die Uruguayische Meisterschaft. Sodann wechselte er im Juli 2005 erstmals ins Ausland zum italienischen Serie-A-Verein FBC Treviso. Bei Treviso debütierte er am 23. Oktober 2005 bei der 1:2-Heimniederlage gegen den FC Empoli in der Serie A und bestritt in der Saison 2005/06 19 Ligaspiele ohne persönlichen Torerfolg. Am Ende der Saison belegte Treviso den letzten Platz und stieg in die Serie B ab. In der folgenden Zweitliga-Spielzeit lief er in 34 Partien der Serie B auf und schoss zwei Tore. In den Saisons 2007/08 und 2008/09 spielte er für Reggina Calcio in der Serie A. 63 Erstligaeinsätze stehen dort für ihn zu Buche. 2009/10 kamen nach dem Abstieg Regginas 31 absolvierte Begegnungen von Valdez in der Serie B hinzu, in denen er einmal ins gegnerische Tor traf. In der Hinrunde der Saison 2010/11 bestritt Valdez sodann zwischen dem 30. Oktober 2010 und dem 14. Januar 2011 drei Zweitligaspiele (kein Tor) für den AC Siena. Zu Siena war er im August 2010 auf Basis eines Leihgeschäfts mit Kaufoption gewechselt.
Ende Januar 2011 kehrte er aus familiären Gründen nach Uruguay zurück und schloss sich zunächst für sechs Monate auf Leihbasis dem Club Atlético Peñarol an. Die Transferrechte lagen seinerzeit bei Reggina. Für die Spielzeiten 2010/11, 2011/12 und 2012/13 werden 7 (kein Tor), 22 (kein Tor) und 27 (kein Tor) Einsätze von Valdez für Peñarol in der Primera División geführt. Hinzu kommen 25 Spiele in der Copa Libertadores, bei denen er einen Treffer erzielte. 2012/13 wurde er mit den Aurinegros Uruguayischer Meister. In der Saison 2013/14 absolvierte er 13 Erstligaspiele (kein Tor) für die Montevideaner. Auch kam er fünfmal in der Copa Libertadores 2014 zum Einsatz. In der Spielzeit 2014/15, in der Valdez im Januar 2015 seinen Vertrag bei Peñarol um zwei Jahre verlängerte, wurde er in 25 Erstligaspielen (kein Tor) eingesetzt. Zudem lief er sechsmal (kein Tor) in der Copa Sudamericana 2014 auf. Während der Saison 2015/16 kam er in weiteren 28 Erstligapartien (zwei Tore) und drei Begegnungen (kein Tor) der Copa Libertadores 2016 zum Einsatz. Seine Mannschaft gewann abermals den Landesmeistertitel. In der Spielzeit 2016 stehen acht Ligaeinsätze (kein Tor) und einer (kein Tor) in der Copa Sudamericana 2016 für ihn zu Buche. Ende Januar 2017 schloss er sich Boston River an. Bislang (Stand: 29. Juli 2017) bestritt er dort acht Erstligapartien (kein Tor) und ein Spiel (kein Tor) der Copa Sudamericana 2017.

### Nationalmannschaft
Valdez nahm mit der uruguayischen U-20-Nationalmannschaft an der U-20-Südamerikameisterschaft 2003 teil. Beim Turnier 2003 im heimischen Uruguay lief er in mindestens vier Turnierpartien auf und erzielte einen Treffer. Im U-23-Team Uruguays, der Olympiaauswahl, absolvierte er unter Trainer Juan Ramón Carrasco zwei Länderspiele, als er in der mit 0:3 verlorenen Partie gegen Chiles Auswahl am 7. Januar 2004, beim 1:1-Unentschieden am 11. Januar 2004 gegen Brasilien und beim 1:1-Unentschieden gegen Venezuela am 13. Januar 2004 im vorolympischen südamerikanischen U-23 Qualifikationsturnier eingesetzt wurde. Ein Tor erzielte er nicht.
Valdez debütierte am 1. März 2006 unter Nationaltrainer Gustavo Ferrín beim Freundschaftsländerspiel gegen England in der uruguayischen A-Nationalmannschaft. Er nahm mit der Celeste an der Copa América 2007 teil. Bis zu seinem letzten Einsatz am 11. August 2010 absolvierte er insgesamt 17 Länderspiele (kein Tor) für die uruguayische A-Nationalmannschaft.

### Erfolge
Nacional
- 2× Uruguayischer Meister: 2002, 2005

Peñarol
- 2× Uruguayischer Meister: 2012/13, 2015/16